# Comuna Iskivți, Lohvîțea
Iskivți (în ucraineană Ісківці) este o comună în raionul Lohvîțea, regiunea Poltava, Ucraina, formată din satele Driukivșciîna, Iablunivka, Iskivți (reședința), Ovdiivka și Skorobahatkî.

## Demografie
Componența lingvistică a comunei Iskivți
     Ucraineană (97,5%)
     Rusă (2,11%)
     Alte limbi (0,25%)
Conform recensământului din 2001, majoritatea populației comunei Iskivți era vorbitoare de ucraineană (97,5%), existând în minoritate și vorbitori de rusă (2,11%).